# Henri Labrouste
Pierre François  Henri Labrouste (11 mei 1801 - 24 juni 1875) was een Frans architect van de bekende École des Beaux Arts voor architectuur. Na een zesjarig verblijf in Rome, opende Labrouste een architectuur-atelier, dat al snel het centrum van de Rationalistische visie zou worden. Labrouste was bekend om zijn gebruik van stalen constructies, en was een van de eersten die het belang hiervan voor de architectuur inzag.
Zijn gebouwen zijn:
- Bibliothèque Sainte-Geneviève, opgericht tussen 1843 en 1850 in Parijs
- De leeskamer van de Bibliothèque nationale de France in de Rue Richelieu, Parijs. Opgericht tussen 1862 en 1868.

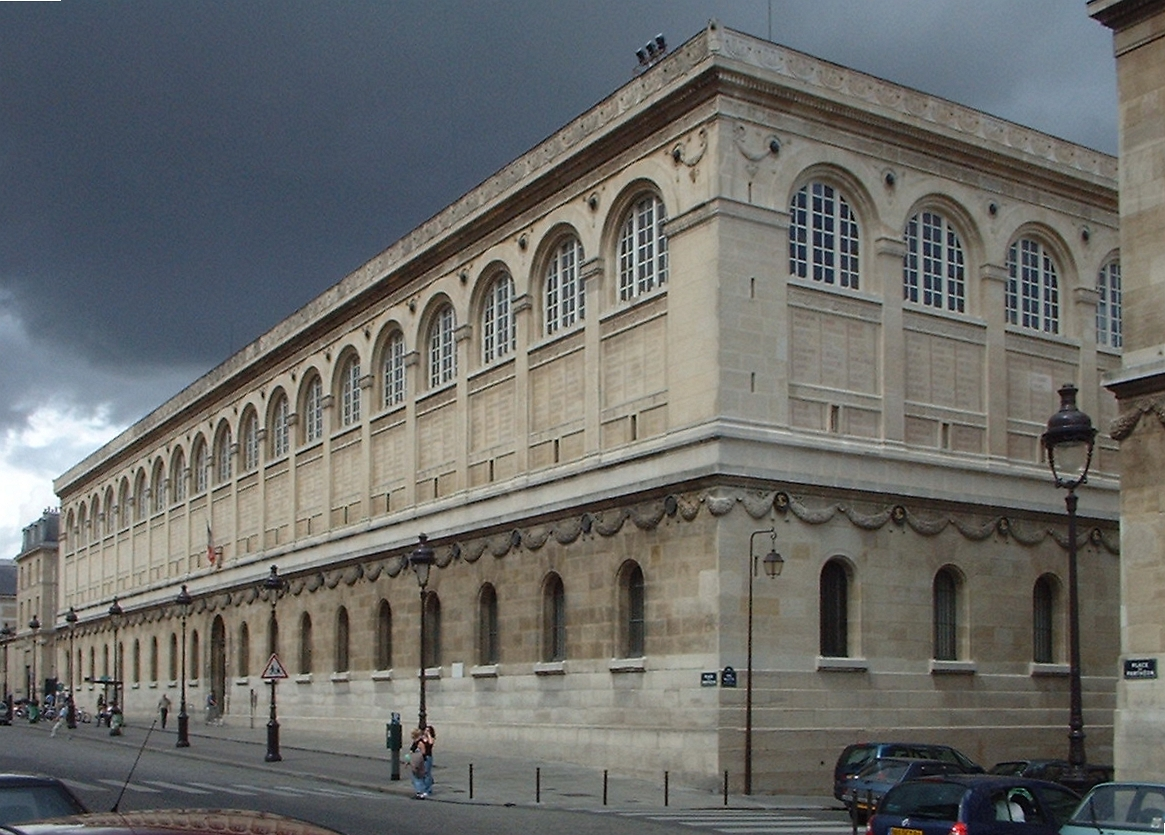
Bibliotheek Sainte-Geneviève in Parijs.

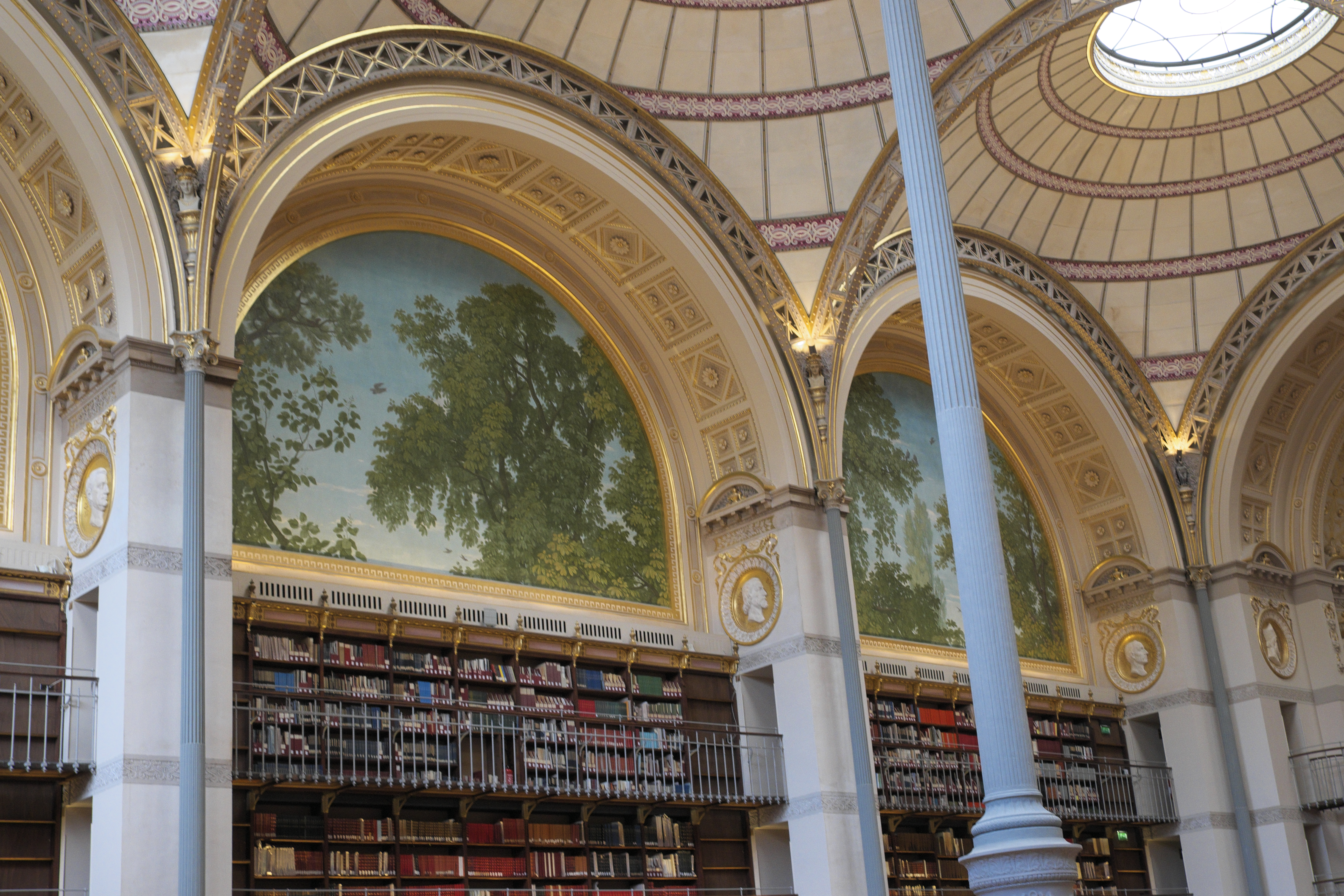
Paris 2e Bibliothèque nationale Salle Labrouste 714

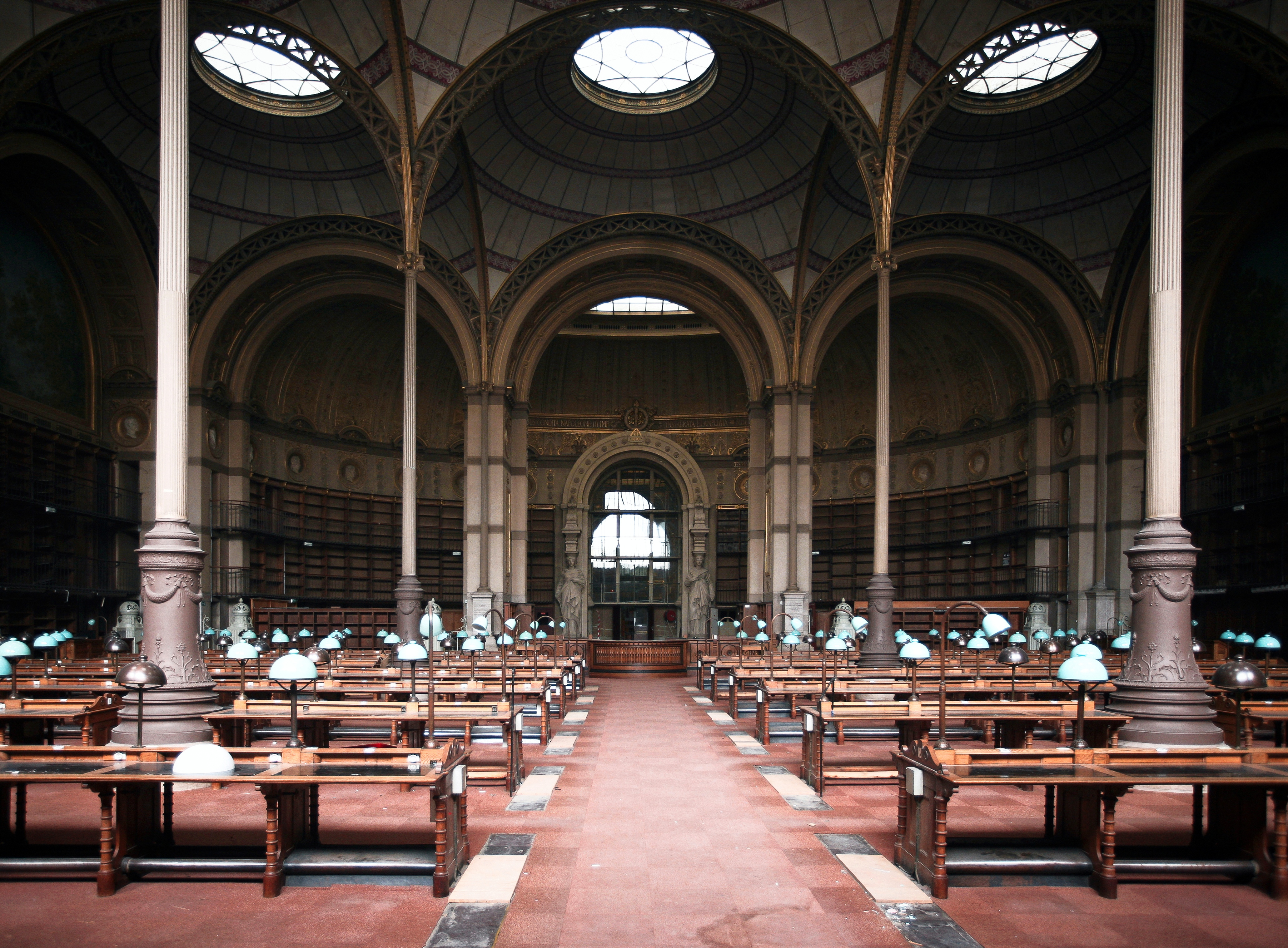
France, Paris II Bibliothèque nationale de France, BnF, Site Richelieu, Salle Labrouste 1854-1875

- Bibsys: 4051241
- Biblioteca Nacional de España: XX1716377
- Bibliothèque nationale de France: cb12127997d (data)
- Catàleg d'autoritats de noms i títols de Catalunya: 981058526485606706
- Gemeinsame Normdatei: 118778366
- International Standard Name Identifier: 0000 0001 2319 7166
- KulturNav: 7d361548-2f89-482f-b963-190b9503cd81
- Library of Congress Control Number: n89611967
- Base Léonore: LH//1420/91
- Bibliotheek van het Japanse parlement: 001173479
- Nationale Bibliotheek van Tsjechië: js20130122003
- Nationale Bibliotheek van Israël: 987007445086705171
- Nederlandse Thesaurus van Auteursnamen: 070630895
- RKD-Nederlands Instituut voor Kunstgeschiedenis: 47242
- Istituto Centrale per il Catalogo Unico: PMIV002502
- LIBRIS: 257487
- SNAC: w6b30kpz
- Système universitaire de documentation: 02971513X
- Union List of Artist Names: 500031319
- Virtual International Authority File: 2505313
- WorldCat: E39PBJwtgW37JKRXcMjYp34g8C